# Mezeň (řeka)
Mezeň (rusky Мезень) je řeka na severu evropské části Ruska, která protéká přes Komijskou republiku a Archangelskou oblast. Je 966 km dlouhá. Povodí má rozlohu 78 000 km².

## Průběh toku
Pramení v bažinách na západním svahu Timanského krjaže. Zatímco na horním toku jsou břehy vysoké a skalnaté, na středním toku je koryto řeky značně členité a vyskytuje se v něm mnoho říčních prahů, které brání vodní dopravě. Na dolním toku pod ústím Vašky se vyskytuje množství mělčin a peřejí. Ústí do Mezeňské zátoky Bílého moře. Od ústí do vzdálenosti 64 km proti proudu se projevuje vliv přílivu.

### Přítoky
- zleva – Vaška, Irva
- zprava – Mezeňská Pižma, Sula, Pjoza

## Vodní režim
Zdroj vody je smíšený s převahou sněhového. Průměrný roční průtok vody činí 886 m³/s a maximální 9530 m³/s. Nejvyššího vodního stavu dosahuje v květnu a v červnu. V létě a na podzim dochází k povodním způsobeným dešti. Zamrzá na konci října až v listopadu a rozmrzá na konci dubna až v květnu.

## Využití
Řeka je splavná. Vodní doprava je možná celoročně v délce 201 km od ústí do moře k ústí přítoku Vašky a na jaře až do přístavu Makar-Ib v délce 681 km. Na řece leží město Mezeň. Při ústí do moře je rozvinutý rybolov.